# Banda Calypso
Banda Calypso fue una agrupación brasileña de música tropical, específicamente con brega pop, formada a finales de 1990 en la ciudad de Belém, estado de Pará. Fue creada por el guitarrista y productor Cledivan A. Farias «Chimbinha» y su esposa, la cantante y coreógrafa Joelma. A principios de trabajo de divulgación sólo se limita a las regiones Norte y Nordeste de Brasil. La banda disfrutó de un éxito en todo el Brasil y se ha consolidado en el extranjero con excursiones a la Estados Unidos, América Latina, África y Europa.
Incluso con perjuicio de su género musical y su origen, la banda se convirtió en el líder absoluto en la venta de CDs y DVD del año 2000, con aproximadamente 22 millones de discos vendidos, aproximadamente 16 millones de CD, y hay más de 6 millones de DVD propagación en suelo brasileño, por lo que es una de las bandas poseedores del récord de ventas en el país.
La banda tenía un ritmo atractivo y contagioso, conocido como pop cursi o el calipso. Muchos confunden el ritmo de calipso con el forró, sin embargo, las similitudes son sólo en el contenido alucinante y caliente de la danza, como el calipso es un ritmo totalmente diferente de todo lo que hemos visto; de hecho, es una mezcla de varios ritmos de Pará y raíces latinas, como Cumbia, merengue y carimbó.
Último gran DVD 15 años grabado en Belém do Pará.
Durante su existencia, Banda Calypso es considerado como una de las bandas más veteranas del país con 15 millones de discos vendidos y alcanzó popularidad en Estados Unidos, Europa y Angola, sin afliarse a una firma discográfica externa, y varios reconocimientos entre ellas dos nominaciones Grammy Latino.
Banda Calypso tiene el único premio Diamante quíntuplo de Brasil por vender más de 200 000 copias en dos semanas.
El 19 de agosto de 2015, se anunció el final de la boda Joelma y Chimbinha, y esto dio lugar a algunas fricciones que perjudican a la banda. Joelma continuación, comienza a dedicarse a su carrera en solitario a partir de 1 de enero de 2016 como «Joelma Calypso» y Chimbinha junto a su nueva banda, la XCalypso que fue anunciado en noviembre de 2015, que pasa a estilizar su nombre artístico «X», por lo que es Ximbinha. La Banda Calypso puso fin a sus actividades el 31 de diciembre de 2015, con un concierto de despedida en Macapá.

## Biografías
Cledivan Almeida Farias, más conocido como Chimbinha, nació en Belém de Pará. Comenzó a tocar la guitarra a los 12 años todavía influenciado por artistas de su tierra. Junto a ellos, reinventado el ritmo calypso. A los 18 años ya era el productor musical más conocido de Belém.
Joelma da Silva Mendes nació en Almeirim de Pará. Cantando desde la edad de 19, cuando comenzó las barras de Almeirim. Se dio a conocer después de asistir a la Feria de Arte y Cultura de la ciudad. Cantó durante seis años en la banda Fazendo Arte, hasta que decidió grabar su primer CD en solitario. En una cena en la casa de Pará cantante Kim Marques, Joelma reunió Chimbinha. Conocido por sus arreglos, Chimbinha aceptó producir el disco en solitario Joelma, nombre artístico Joelma Lins.
El cantante y guitarrista comenzó a salir y decidieron unirse para formar la Banda Calypso. En un primer momento, que se espera vender diez mil registros, lo que consideraron una victoria. Trece años después del lanzamiento de su primer álbum, la banda ha superado los 10 millones de discos vendidos.

## La separación de la pareja
El 19 de agosto de 2015 representaba anunció la separación de la pareja, Joelma y Chimbinha a través de las redes sociales. Según un portavoz de la banda, los artistas no informaron la razón de la separación.
Completado : «La unión de 18 años dio sus frutos dos hijos maravillosos, los proyectos y las asociaciones [...] queremos hacer hincapié en que el respeto, la gratitud, la amistad, la admiración y la asociación recíproca permanecen también informó de que los compromisos de trabajo de Banda Calypso suelen seguir con el calendario a través de los Brasil. Contamos con afecto y comprensión durante todo ese tiempo se conserva».

## Historial de la Banda

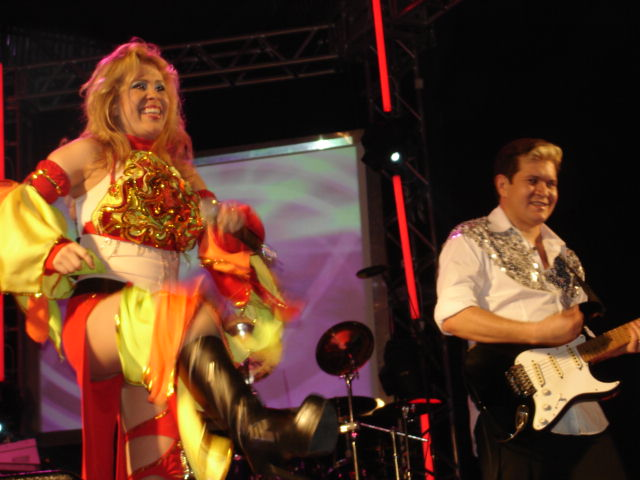
Banda Calypso en 2005

### 1999-2001:Inicio de la BandayBanda Calypso Volumen 1
El banda se creó en 1999, de la transformación del álbum en solitario Joelma de álbum Banda Calypso, también conocido como el Volumen 1. El comienzo de la banda era difícil porque incluso con muchos contactos y la influencia que Chimbinha ejerce en la música Para, ningún productor ha aceptado la invitación para producir el CD de la nueva banda. De todos modos, consiguió una alianza que permitió a un 1000 discos limitado la venta, los cuales fueron vendidos en el plazo de una semana. Con este resultado, hubo contratos para conciertos y la banda se estaba expandiendo por Pará.
Aun con su limitada divulgación sólo a la Norte y Noreste de Brasil el disco superó la marca de 750 mil copias, y ahora para muchos fanes es una buena colección de artículos, una verdadera reliquia. El álbum fue relanzado, y el único cambio realizado fue la introducción de tres bonus tracks: Loirinha', Rubi y Brega Fó. En la canción Loirinha es otra cantante que actúa, llamado Dinho. Hoy en día, se trata de la versión del álbum se encuentra desde hace más de ventas, la descarga y la investigación en el álbum. Con el éxito de solo Vendaval en Belén, entonces las canciones del grupo eran conocidos por el noreste. Cuando llegaron a la región tuvieron mucho éxito, sobre todo con las canciones Dois Corações y Disse Adeus.

### 2001-2002: Ao vivo
El sencillo Vendaval con las otras canciones fueron puestos en libertad en la Nordeste. Cuando llegaron a la zona que tienen varios espectáculos que, además de Joelma, cuentan también con la presencia de Dinho cantante en el escenario. Entre los muchos espectáculos especiales en Recife, dio lugar al segundo álbum Ao Vivo, que se registran en el Parque de Exposiciones del Cordero, en la ciudad de Recife en octubre de 2000 y lanzado en 2001. Con este registro se produjo un aumento en la difusión del noreste y otras regiones. El álbum vendió más de 1,2 millones de copias y estableció a la banda en la escena nacional.
El disco fue puesto en libertad sin cambios las pistas Loirinha y los dos popurrí de carimbó, ambas canciones cantadas por Dinho. La cantante actuó en el escenario en intervalos joelma cuando sí había terminado su bloque en el programa y que iba a cambiar de vestuario, por lo que de continuar el programa. La banda fue apoyado por Gilberto Barros, más conocido como Leão, en la que trabajó como animador y presentador del programa Sabadaço en Band. En este programa, además de una buena noche de Brasil, la banda presentó su trabajo varias veces, ganando partes del país en el que aún no la banda tuvo la oportunidad de estar presente.

### 2002-2003:Lo Ritmo que ganó el Brasil!
Después del lanzamiento del disco Ao Vivo, la banda entró en el estudio en 2002 para grabar su tercer álbum titulado O Ritmo Que Conquistou o Brasil!. Las canciones que eran más prominentes entre las colecciones donde se encontraron varias bandas eran las baladas  Maridos e Esposas y Desfaz as Malas; Sin embargo, los hits danza tenían gran importancia, entre ellos  Temporal, Só Vai Dar Eu e Você y Zouk Love (canciones interpretadas por el cantante Dinho y compuestas por el cantante Beto Barbosa), Príncipe Encantado y Chamo Por Você. En 2003 la banda de nuevo a Recife para asistir a la primera fiesta de São João da Capitá que tenía exhibición en el Rede Globo. Con un repertorio basado en los tres discos editados, el público participó en el espectáculo temprano al final, cantar y bailar todas las canciones.

### 2003-2004:Volumen 4 y Ao Vivo Em São Paulo
La banda entra al estudio para grabar su cuarto álbum: Volume 4, que se completó en menos de una semana, con el primer sencillo Pra Te Esquecer y baladas románticas Imagino y Tic Tac, entre otros. Este álbum también contiene la diversidad de ritmos que la banda siempre ha, ahora con más experiencia, calidad de sonido y un público más amplio. A diferencia de los discos anteriores, cantando junto a Joelma no es Dinho, pero Edu Luppa, un gran socio y compositor de la banda que canta las pistas Uma Rosa y Maria .
El álbum sería lanzado en un principio fue plagiado por un grupo paraense, por lo Joelma y Chimbinha presentado una demanda, pero a pesar de los problemas pronto hizo el disco y superado la marca de más de 900 000 copias.
En diciembre de 2003, fue grabado y lanzado el primer DVD de la banda en São Paulo en la casa de espectáculos Patativa, con una audiencia de más de 30 000 personas. En el show de la banda muestra por qué todo el éxito y el éxito de ventas. El show fue lanzado en CD y DVD con el título Ao Vivo em São Paulo. El proyecto tuvo un gran impacto y genera una gran cantidad de atención a nivel nacional. Incluso después de haber sido grabado en una sola casa de muestra del disco tuvo una facturación de más de 700 000 copias y el DVD con ventas de más de 600 000 copias.

### 2004-2005:Volumen 6 y Na Amazônia
En noviembre de 2004, la banda lanzó el CD Volume 6, el álbum presenta un contenido muy sentimental con gran parte de las baladas románticas, tenía ritmos muy bailables como Cumbia o merengue, pero no se perdió la musicalidad de baile que nunca fue presentada. El disco es uno de los clásicos de la banda hasta la fecha, que es A Lua Me Traiu, y algunos toques de luz como las canciones Ainda Te Amo Pra Todo Mundo Ver y la canción 'Minha Princesa, dedicada a Yasmin, que nació poco antes de la grabación del álbum; por cierto, la música une a llorar antes de que el último estribillo. Incluso con dos discos editados en las próximas fechas, Volumen 6 fue uno de los 10 discos más vendidos durante varias semanas en diferentes regiones del país, con más de 950 000 copias vendidas al final del 2005, obteniendo de esta manera oro, platino, diamante y doble diamante.
Continuando con lo trabajo que todavía dispuestos en 2004 la grabación del segundo DVD ahora en Manaus que se llama Na Amazônia. El espectáculo se llevó a cabo el 14 de noviembre en el Centro de Convenciones de Amazon, que tengan una mayor públicos 50 000 espectadores. El espectáculo fue un homenaje a Gilberto Barros por la ayuda que proporcionan a la banda: el presentador vio una vista previa de su show en vivo y no contenía las lágrimas. El espectáculo también recordó Joelma de su tiempo en la banda de Fazendo Arte para volver a escribir Brincou Comigo, una canción que cantó junto a Kim Marques. Pronto el show terminó con la canción Paquera, y tenía una despedida sencilla pero emotiva. El DVD se ha convertido en el más vendido del año, incluso antes de ser puesto en marcha en todo el país, el DVD ya tenía Triple Diamante 300 000 copias. Su primer sencillo fue la reposición de Pra Te Esquecer, la música en su relanzamiento obtuvo gran éxito, mucho más alto que su lanzamiento original, pero todo el álbum fue un momento culminante, ya que incluso la música de baile romántico.
El DVD Calypso na Amazônia vendió un total de más de 1.5 millones de copias.
La banda comenzó su primera gira internacional a principios de 2005, pasando por países como Estados Unidos, Italia, Portugal y Suecia. Cuando regresaron a Brasil están invitados a ser la primera vez en Domingão do Faustão de Rede Globo. En su presentación en el programa, el anfitrión alabó el trabajo realizado de forma independiente por la banda, premiando el grupo, con las certificaciones para la alta venta de los dos últimos trabajos realizados. La banda al final del año, llamó la atención en tener cuatro álbumes en la lista de los 50 más vendidos en Brasil, y sus dos DVD en la lista de los 20 primeros.

### 2005-2006:Volumen 8
Es liberado en octubre de 2005 Volume 8, con 17 nuevas canciones. Fue el disco más vendido de la banda hasta la fecha con un total de 1 850 000 copias sólo en Brasil, tiene muchos éxitos, y su impacto en los medios de comunicación era muy fuerte. Aporta una nueva banda, que tenía la responsabilidad de mantener en la divulgación después del éxito del álbum anterior Na Amazônia.
Indicado para el Grammy Latino, la producción del CD volumen 8, que compite en la categoría, mejor álbum de música regionales o raíces brasileñas, en el que la cantante Elba Ramalho ganaron el premio. La canción Tô Carente estuvo presente en la banda sonora de la película Ó Paí, Ó, protagonizada por Lázaro Ramos.

### 2006-2007:Pelo Brasil
En 2006 la banda de vuelta con nuevos proyectos, así como la difusión de Volume 8 estaban en la producción de su tercer DVD, que se llevaría a cabo en una gira de cinco capitales brasileñas: Brasilia, Río de Janeiro, Recife, Salvador y Belém. La banda lanzó otra colección As 20+, que era una reedición de la colección anterior Os Maiores Sucessos, con cuatro canciones, Pra Te Esquecer Imagino, Fala Pra Mim y Paquera.
El 5 de agosto de 2006, la banda terminó en Belém, el quinto y último concierto del proyecto Calypso pelo Brasil Al día siguiente fueron los ginásio do Ibirapuera para el show Criança Esperança no actuó con la canción Isso é Calypso. En lanzamiento en septiembre de 2006 Pelo Brasil, el álbum vendió un millón de copias y es el DVD más vendido de la historia de la música brasileña, con dos millones de copias vendidas. Poco después del lanzamiento del DVD fueron los Nueva York parte de la Brazilian Day, con grandes nombres de la música brasileña como Sandy e Junior, Leonardo y Babado Novo en una presentación a más de un millón 200 mil personas.

### 2007-2008:Volumen 10 y Ao Vivo em Goiânia
Después de seis meses de su lanzamiento Pelo Brasil, la banda lanzó en 2007 su décimo álbum Volume 10 con la participación de Leonardo y Bell Marques cantante del Chiclete Com Banana, el disco es también una canción escrita por Paulo Ricardo llamado Eclipse Total.
La banda continuó con lo que su diversidad musical, entre ellas la mezcla de Axé y Calipso en la canción Chiclete com Calypso que incluye la participación de Bell Marques cantante del Chiclete com Banana, una mezcla de luz de country en la canción «Mais Uma Chance» que incluye la participación de la cantante Leonardo, y uno tomado de Tecnobrega en la canción «Nessa Balada».
A finales de 2007 fue grabado y lanzado el CD/DVD Ao Vivo em Goiânia. El disco tuvo más protagonismo en la música romántica, se destacó entre ellos «Muito Além do Prazer» y «Doce Mel» con la participación del dúo de compositores, Edu & Maraial (Edu Luppa & Marquinhos Maraial).
En el show, la banda trae algo diferente de lo que habían hecho antes, un espectáculo con un 80% de su contenido original, con sólo cuatro canciones del álbum Volumen 10 de la banda logró hacer un show bailable y romántico para goiano pública. El primer sencillo Arrepiou no fue tan exitoso como se esperaba, su más destacados fueron las baladas, «Muito Além do Prazer», «Doce Mel» que tenía buen efecto en la radio, pero sus canciones de baile como «Balanço do Norte», «Feita Pra Te Amar» obtenido buenos resultados también. El vendaje disco no era alto como los discos anteriores, pero continuó produciendo grandes vendajes.

### 2008-2009:Acústico
En 2008 un álbum acústico se libera cuando la banda quería explorar nuevos públicos e iniciar una nueva etapa, este álbum se tituló Acústico, que contó con nuevas canciones y re-grabaciones de éxitos. Este álbum reúne los mayores éxitos de la banda hasta 2009 y vuelve a escribir en baladas de ritmo, además de seis totalmente nuevas canciones: «Paixão Machucada»; «Maquina do Tempo»; «As Horas Teimam»; «Eu Sonhei»; «Lembro de Você» y «Gritar de Amor». El álbum también viene con un precio especial con tapa y disco personalizado. Fue certificado oro en 2008.
Además de los proyectos en los Brasil tenía proyectos internacionales: recorrer el Estados Unidos, la banda grabó la canción Acelerou en inglés que se titula «Accelerated My Heart».

### 2009-2010: Una década de Banda yAmor Sem Fim
En febrero, la banda fue invitada a unirse al carnaval de Pernambuco, arrastrando alrededor de dos millones de personas en el grupo de carnaval más grande en el mundo, Galo da Madrugada.
En 2009, la banda celebra 10 años de carrera. En día de las madres, el Hipercard se convierte en el patrocinador oficial de la banda. Joelma e Chimbinha receberam no dia 26 de outubro de 2009, em uma cerimônia na Assembleia Legislativa do Estado de Pernambuco o Título de Cidadãos Pernambucanos concedido pelo Deputado Estadual Nelson Pereira do PCdoB.
También en 2009, fue puesto en libertad el 13 de álbum, Amor Sem Fim. Tuvimos apariciones de Edu & Maraial, David Assayag & Edilson Santana y Yasmin, hija de Joelma y Chimbinha, el álbum incluye una canción Evangelio, Jesus Me Abraçou una canción en honor a la Amazônia Chama Guerreira con la participación de David Assayag & Edilson Santana, y una canción que relata el diálogo entre madre e hija Luz de Deus en la que sus duetos hija, incluyendo su primer single Vida Minha, que estaba presente en varios gráficos de estado, regional y nacional. En este disco la banda lejos del ritmo calypso y otra parte a otros ritmos como el Cumbia, carimbó, Lambada, y también sus baladas románticas que nunca están fuera sus discos.
El debut vendaje era de 100 000 copias, y una vez lanzado el álbum, el sencillo Vida Minha estuvo presente en varias paradas, incluyendo el Hot 100 Brasil. La banda continuó con su diversidad musical, música Domingo a Domingo que tiene la participación de los compositores Edu & Maraial ha tomado de uno Country y Baião, la canción Chama Guerreira con la participación de David Assayag & Edilson Santana con un tema amazónica y llevado a Carimbó, Cumbia y Boi Bumba, además de éstos también tiene los ritmos Calypso, Lambada y forró.

### 2010-2011:10 Años, Vem Balançar! y Volumen 15
A cambio de título Ciudadanos pernambucanos la banda grabó su celebración DVD a 10 años, el 6 de noviembre de 2009, en la zona exterior del Chevrolet Hall en Recife. El espectáculo ofrecido la participación de artistas como Maestro Spok, Bruno & Marrone, Fagner y Voz da Verdade. El DVD fue lanzado simbólicamente el 14 de marzo de 2010 en Domingão do Faustão. Fue lanzado el DVD con los 27 vías y dos CD que se venden por separado.
En febrero de 2010, la banda participó de nuevo la Galo da Madrugada de Recife y en marzo lanzó el álbum Vem Balançar! que tiene éxitos como «Vem Balançar» y «Perdoa». A pesar del lanzamiento de este álbum fue poco después de que el CD/DVD 10 Anos registrado en Recife, esto tuvo una gran respuesta y aceptación por parte del público, y es considerado uno de los mejores discos de carrera hasta hoy. El álbum es liberado y en la primera edición ha vendido más de 100 000 copias. La primera single fue la canción «Vem Balançar», que jugó en varias estaciones de radio de Brasil y fue uno de los país más jugado 100. Pronto el CD ya estaba en la boca de los aficionados que en cada show pidió a la banda tocaba canciones nuevas, por lo que el mismo cambio de un modo improvisado el repertorio, teniendo peticiones de los fanes.
En agosto de 2010, fue lanzado el álbum en vivo Ao Vivo em Recife que contiene canciones anteriores en el álbum, pero las canciones en versión en vivo y tres nuevas canciones como «A Cura», «Só Pra Mim» (que es la versión en portugués de la canción «Stand By Me») y «Tá Mentindo».
A finales de 2010, la banda recorrió el Europa.

### 2011-2012:Meu Encanto
En mayo de 2011, el álbum Meu Encanto es liberado. El álbum cuenta con bastante atrevida en cuanto a la variedad de ritmos, ya que la banda mezcló ritmos bastante como Zouk africana, en la músicas «Sinônimo de Amor» y «Isso Não é Amor», y trajo Calipso con arreglos de acordeón, instrumento de los cuales uno es más conocido por forró, en el rango «Ataque de Um Leão» y también una mezcla de fuera de pista con la balada romántica «Meus Medos» y «Noite Fria Cama Vazia». Lo más destacado para las pistas «Meu Encanto», tema que da nombre al proyecto, «Se Pedir um Beijo Eu Dou», «Doa em Quem Doer», «Entre Tapas e Beijos», Volver a escribir Leandro & Leonardo que se abre la miniserie Tapas & Baijos de Rede Globo y «Não Posso Negar Que Te Amo», que cuenta con la participación de rey de Brega, Reginaldo Rossi.
El álbum fue lanzado oficialmente el 16 de mayo de 2011 en las tiendas. En la televisión, la banda lanzó el álbum el 5 de junio de 2011, en el programa Tudo é Possível de Rede Record, en el mismo día, lanzaron el sencillo «Meu Encanto» y había una primera interpretación de la canción «Não Posso Negar Que Te Amo», con Reginaldo Rossi presente en un programa de televisión.

### 2015:CD EM ESPAÑOL
Por causa da separacion de joelma e ximbinha, nao foi lanzado el CD hasta la fecha esta engavetado
Mais os fans da joelma estan ansiosos por esse trabalho esperando ser lanzando

## Premios
| Año  | Premio                                | Categoría                                                      | Resultado |
| ---- | ------------------------------------- | -------------------------------------------------------------- | --------- |
| 2005 | Melhores do Ano                       | Revelación musical                                             | Ganador   |
| 2005 | Troféu Internet                       | Melhor Conjunto Musical                                        | Ganador   |
| 2006 | Grammy Latino                         | Melhor Álbum de Música Regional ou de Raízes Brasileiras       | Nominado  |
| 2006 | Caldeirão do Huck                     | Mejor artista musical del año                                  | Ganador   |
| 2008 | MTV Video Music Brasil                | Guitarrista (Chimbinha) - Banda dos Sonhos                     | Ganador   |
| 2008 | Troféu Nativa FM                      | Destaque 2008                                                  | Ganador   |
| 2009 | Grammy Latino                         | Melhor Álbum de Música Regional ou de Raízes Brasileiras       | Nominado  |
| 2009 | Trip Transformadores                  | Transformadores 2009                                           | Ganador   |
| 2009 | Troféu Internet                       | Melhor Música - (Xonou Xonou)                                  | Ganador   |
| 2009 | Prêmio Jackson & Gonzagão             | Melhor Ballet                                                  | Ganador   |
| 2009 | Prêmio Jackson & Gonzagão             | Melhor DVD (Na Amazônia)                                       | Ganador   |
| 2009 | Prêmio Jackson & Gonzagão             | Melhor Cantora                                                 | Ganador   |
| 2010 | Grammy Latino                         | Melhor Álbum de Música Regional ou de Raízes Brasileiras       | Nominado  |
| 2011 | Prêmio Extra de TV                    | Melhor Tema Musical - (Tapas & Beijos)                         | Ganador   |
| 2012 | Prêmio da Música Brasileira           | Melhor Grupo da Categoria Canção Popular (Mejor grupo musical) | Ganador   |
| 2012 | Troféu Imprensa                       | Melhor Conjunto Musical                                        | Nominado  |
| 2012 | Revista Caras                         | Melhor Banda do Ano de 2012                                    | Ganador   |
| 2012 | Revista Contigo                       | Artistas mais queridos de 2012                                 | Ganador   |
| 2012 | Prêmio Multishow de Música Brasileira | Melhor Grupo do Ano                                            | Nominado  |
| 2013 | Troféu Imprensa                       | Mejor música "Me Beija Agora"                                  | Nominado  |